# رياض الأسمري
رياض الأسمري مواليد 19 مارس 2003 في السعودية، هو لاعب كرة قدم سعودي يلعب في نادي النجمة.

## مسيرة اللاعب
لعب في الفئات السنية في نادي الهلال وانتقل إلى نادي النجمة في عام 2024.